# Borba s bikovima
Borba s bikovima, poznata i kao korida, tradicionalna je predstava po kojoj je posebno poznata Španjolska, a održava se i u Portugalu, dijelovima južne Francuske, te u nekim južnoameričkim državama. Španjolski je parlament, nakon peticije koju je potpisalo 180 tisuća ljudi, izglasao zakon kojim se zabranjuje održavanje popularnih borba bikova. Peticija je pokrenuta najvećim dijelom na inicijativu zagovornika prava životinja. Zakon je stupio na snagu od siječnja 2012. godine.

## Borba s bikovima u Španjolskoj
U svakom gradu i malo većem mjestu u Španjolskoj postoji arena i korida se održava svake nedjelje poslijepodne, tijekom cijele godine. Postoje velike i brojne farme, na kojima se uzgajaju posebni (crni) bikovi za koride. Veliki su za prave i iskusne toreadore, a manji, mlađi, tzv. novillade služe za vježbu mlađima, koji će možda jednog dana stasati u toreadore. Prije nego bika puste u arenu drže ga najmanje 24 sata zatvorena u mraku, pa kad naglo izađe na svjetlost, iritira ga crvena boja, premda ne razlikuje boje, i zato su plaštevi (mante) kojima im mašu pred glavom crvene boje. Pikadori (picar = ubosti) na konjima ili bez njih, najprije biku zabadaju bodeže u leđa i vrat, da ga na taj način draže, ali ujedno da gubi krv, što veseli i uzbuđuje publiku. Ti su bodeži ukrašeni raznobojnim vrpcama, a glavni se toreador sve više približava životinji s crvenim plaštem u ruci i elegantnim pokretima tijela, po mogućnosti, bez iskoraka, nastoji izbjegavati bikove rogove. 
Ta igra traje neko vrijeme, a publika uzvikuje: „Ole“ – bodri toreadora da bude što bliže rogovima, a onda bi on jednim udarcem trebao životinji zadati smrtni ubod u srce, nakon čega se bik ruši. Toreador tako postaje matador (matar = ubiti). Ako je pravi stručnjak, češće mu uspijeva takav udarac zadati od prve, a oni lošiji zabadaju bodeže puno puta u jadnog bika, koji krvari i slabi, a publika zviždi. Ako je bio uspješan, matador dobiva za uspomenu bikovo uho ili oba, koja mu odmah odrežu, a što je poseban trofej, koji zna pokloniti svojoj djevojci, a bika voze u klaonicu.

## Borba s bikovima u Hrvatskoj
- Popis borba bikova u Hrvatskoj
- Prvaci Hrvatske u borbi bikova

## Vanjske poveznice
|  | Zajednički poslužitelj ima još gradiva o temi Borba s bikovima                |
|  | Zajednički poslužitelj ima još gradiva o temi Borba s bikovima prema državama |